# 吴正德
吴正德（1945年5月—），四川成都人，汉族，中华人民共和国政治人物，四川省政协副主席。
加入中国民主同盟，担任十一届全国政协常务委员、民盟中央副主席、四川省委主委。2002年12月19日，民主同盟举行九届一中全会，他当选为民盟中央主席。2007年12月，在民盟十届一中全会上，他连任民盟中央副主席的职务。2008年，当选第十一届全国政协常务委员，代表中国民主同盟，分入第六组。